# Alphonse Delacroix
Pour les articles homonymes, voir Delacroix.
Alphonse Delacroix, né le 10 janvier 1807 à Dole et mort le 7 janvier 1878 à Besançon, est un architecte et archéologue français.

## Biographie
Alphonse Delacroix étudie aux Beaux-Arts de Besançon où il est l’élève de Charpentier et de César Convers. Il y suit des cours de dessin et de géographie.
En 1827, Percier, architecte du Louvre le fait entrer dans l’atelier d'Auguste Guénepin (1780-1842), grand prix de Rome, membre de l’Institut et architecte du département de la Seine. Delacroix réussit brillamment le concours de l'École des beaux-arts de Paris.
En 1830, il est de retour à Besançon et occupe le poste d’architecte du département du Doubs et du diocèse.
En 1837, il est nommé architecte de Besançon. Il réalise de nombreux travaux, construit des écoles, la faculté des sciences, des fontaines, aménage la promenade Micaud…. Il fait parvenir les eaux de la source d’Arcier à Besançon comme l’avaient fait les Romains.
En 1858, il propose l’organisation d’une exposition universelle à Besançon, il conçoit le plan d’ensemble de l’exposition qui a lieu deux ans plus tard, du 1er juillet au 29 octobre 1860 sous le patronage de Napoléon III. Elle a pour but de promouvoir l’industrie, l’horlogerie, l’agriculture, et les beaux-arts.
Delacroix est aussi géologue, en 1855 il publie le résultat de ses recherches et découvertes archéologiques sur Besançon, c’est lui qui découvre le gisement de sel de Miserey. Il est l’initiateur d’un musée d’antiquités dans la partie du musée archéologique de Besançon.
Avec son frère il fonde la Société d’émulation du Doubs dont il est président, en 1866, il fonde la Société des architectes du Doubs qu’il préside quarante ans. Il fut aussi un des créateurs de la Société de secours mutuel pour la classe ouvrière.
Il a épousé Jenny Munier et s’est installé à la Grange Huguenet à Besançon, il y reçoit ses amis archéologues, peintres, sculpteurs, architectes, philosophes.
Comme Auguste Castan, Georges Colomb, Jules Quicherat ou même Gustave Courbet, Delacroix a cru que le site d’Alaise était celui d’Alésia. Devant la Société d’émulation du Doubs, avec le soutien de Castan, Delacroix déclarait :

« II existe une localité qui, jusqu’au XIIIe siècle, a conservé intact son nom d’Alésia et règne encore au milieu des vestiges du plus vaste champ de carnage qui soit connu. C’est là, c’est à Alaise que nous plaçons le siège mémorable qui a terminé la lutte de Vercingétorix ; c’est là que nous voyons le dénouement de la guerre de Séquanie… »

Ce qui est absolument certain, c’est qu’Alaise a été un immense oppidum gaulois. Le buste de Delacroix, œuvre de son petit-fils, a été inauguré à Alaise en présence des autorités départementales, académiques, de l’architecture, de l’émulation, du clergé, etc. Le discours d’inauguration fut prononcé par l’archéologue Auguste Castan.

## Réalisations

### ÀBesançon

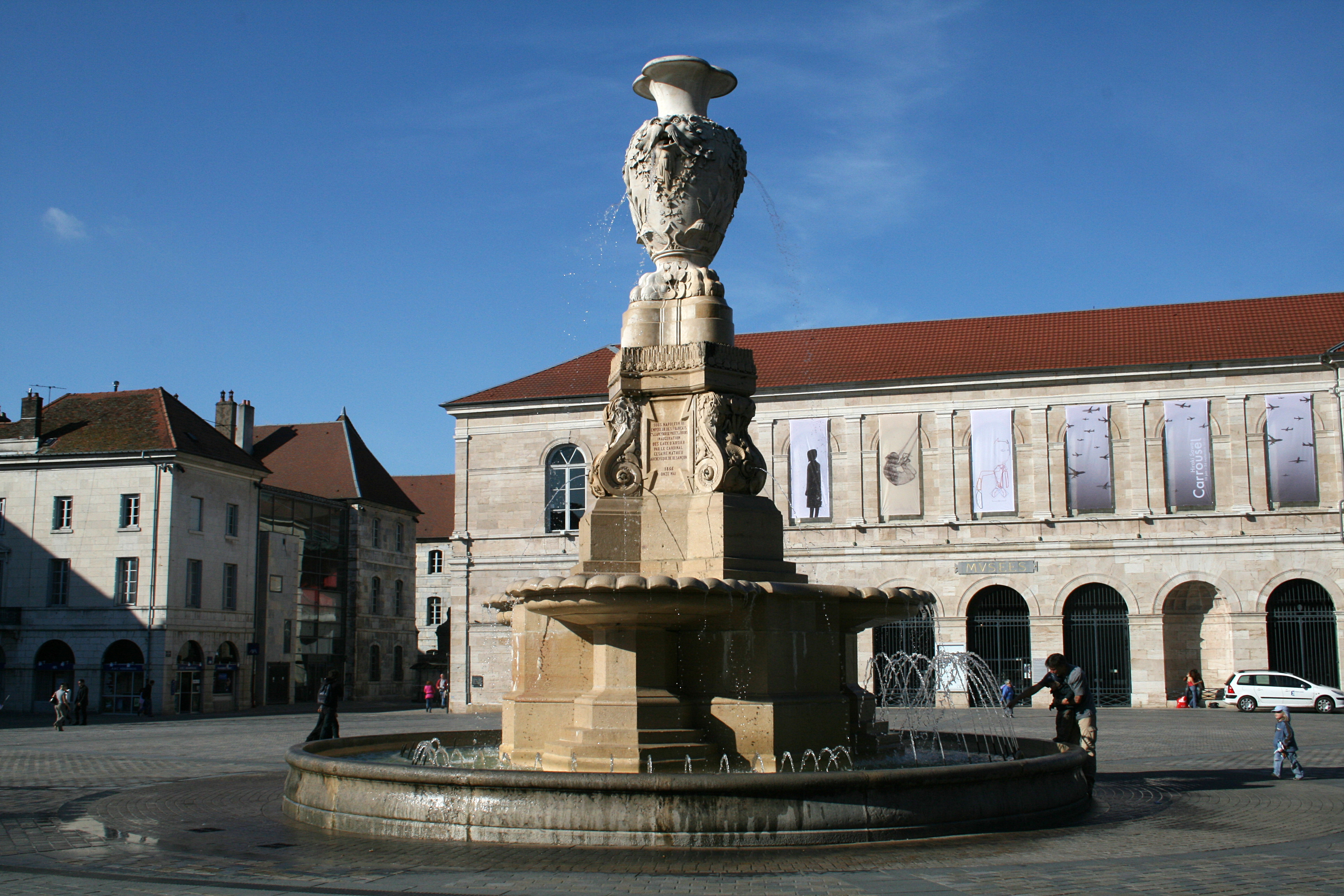
Fontaine des Eaux d'Arcier, Besançon, place de la Révolution.

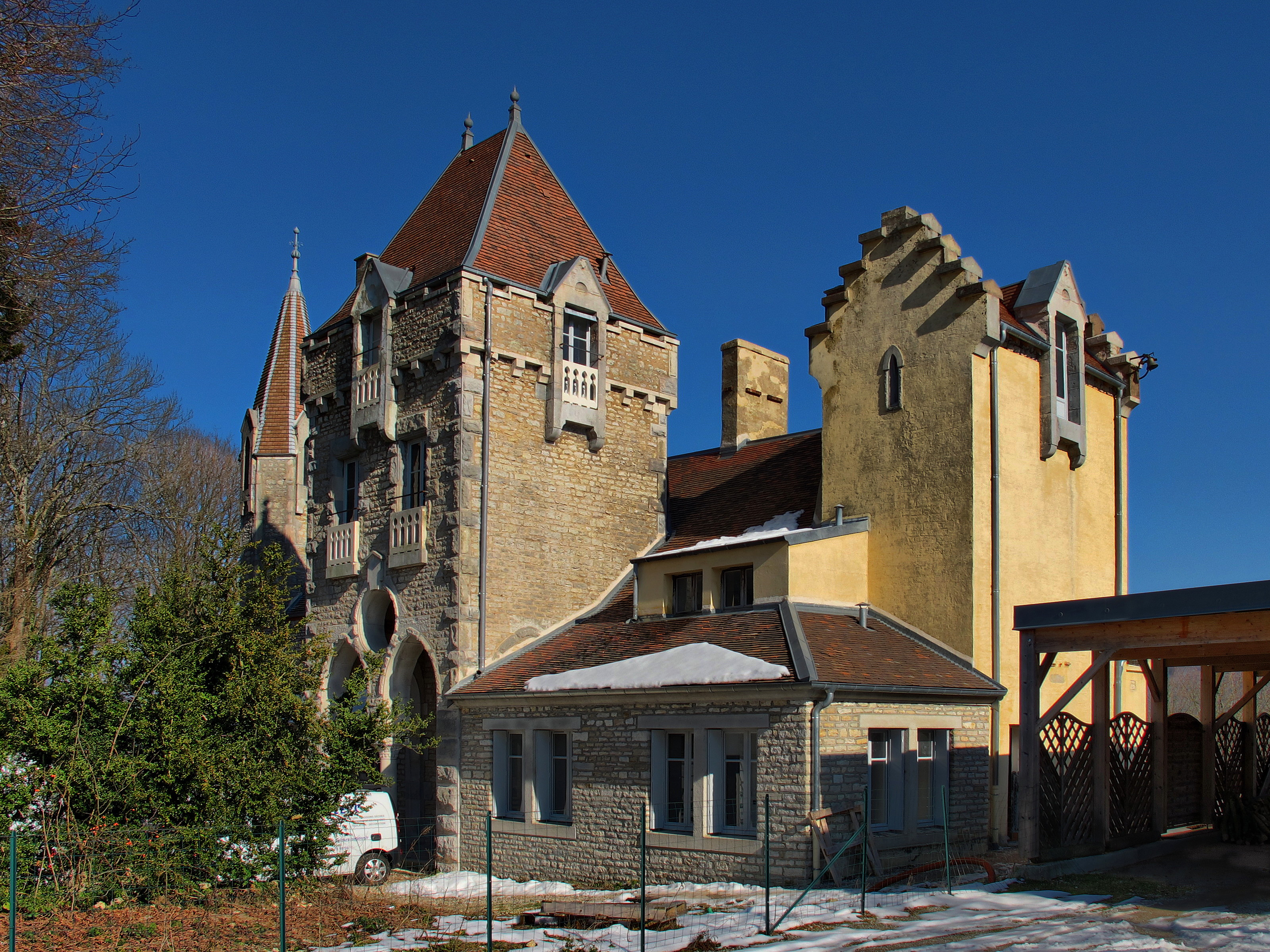
Le Château de la Juive.

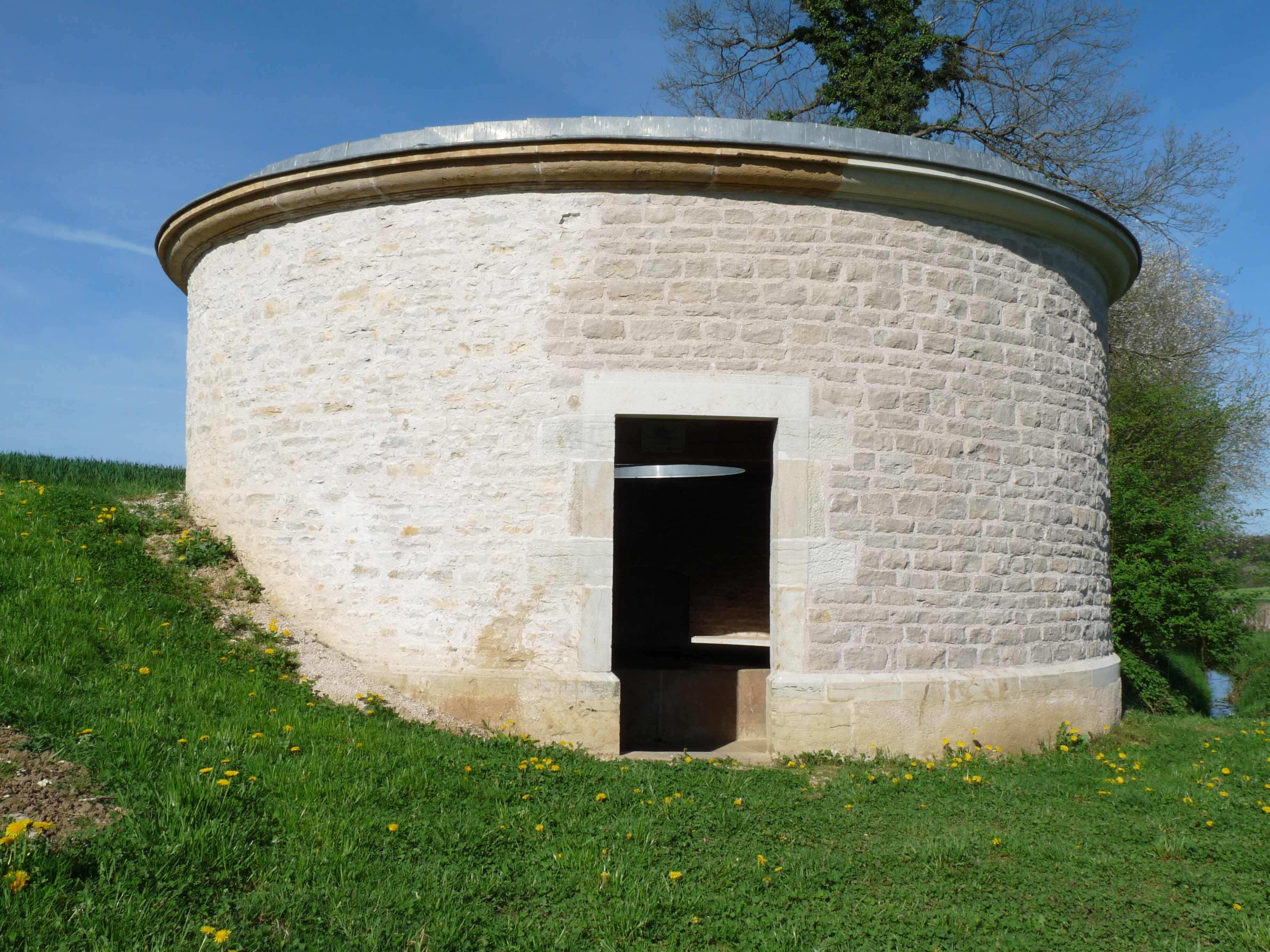
Le lavoir à impluvium du Beney à La Tour-de-Sçay (Doubs).

- Façade de sa maison, 11 rue Moncey, 1838-1839 entrepreneur Voisin
- Façade de l'hôtel de Mesmay, 9 rue Moncey, 1839
- Asile St Quentin (Ecole Victor Hugo), 7 place Victor Hugo, 1839
- Immeuble à loyers, 12 rue Moncey
- Chapelle du pensionnat des sœurs du sacré-cœur, 1840, 12 rue de l'Orme de Chamars
- Le temple du Saint-Esprit de Besançon : réhabilitation de la chapelle de l'ancien hôpital du Saint Esprit et construction du porche, du remplage de la baie du chœur, des bancs et du buffet de l'orgue néogothique de style troubadour, 1841.
- École de l'arsenal, 1848 (actuel Palais de Justice)
- Église paroissiale Saint-Claude, 1854-1858
- Achèvement des chapiteaux (1846), salle de guet et croix en fer de l'église Saint Pierre (1858)
- Le château de la Juive à Bregille : Delacroix a fait de cette simple demeure de campagne un château de style néogothique.
- La  fontaine de la place de la Révolution : construction.
- Fontaine de la place Bacchus
- Fontaine de la place Marulaz
- La grange Huguenet à Montrapon-Fontaine-Écu : Delacroix a donné l'aspect actuel de cette demeure.
- La promenade Micaud : plan du parc, 1843.
- Hôtel de Sainte-Agathe, 7 rue d'Anvers, 1867
- École primaire de filles, 10 place du Théâtre, 1874 et 1877 (actuellement radio France)
- Maison de campagne de Léon Bretillot à Avanne

### Autres réalisations
- Lavoir à impluvium du Beney, La Tour-de-Sçay, 1834 restauré en 2010.
- Fontaines de Saône, 1833 et 1836.
- Rancenay : Restauration de l'église Notre-Dame de l'Assomption des Champs.
- Église paroissiale Saint-Laurent, Arc-sous-Montenot, 1839.
- Hôtel de ville de Gy, 1844-1848 et la Grande fontaine de Gy 1830-1835.
- Église de l'Assomption, Anteuil, 1844 à 1854.
- Fontaine-lavoir dite fontaine ronde, Loray, 1851.
- Eglise paroissiale de l'Assomption, Villers-sous-Chalamont, 1855.
- Mairie-école[1], Arc-sous-Montenot, 1ère moitié du XIXe siècle.

## Membre de sociétés savantes
- Académie des sciences, belles-lettres et arts de Besançon et de Franche-Comté (1858)[2]
- Société centrale des architectes français (1841)
- Société d'émulation du Doubs (membre fondateur)